# Широкий Прилук
Широкий Прилук (рос. Широкий Прилук) — селище в Вілегодському районі Архангельської області Російської Федерації.
Населення становить 628 осіб. Входить до складу муніципального утворення Вілегодський муніципальний округ.

## Історія
До 2020 року входихо до складу муніципального утворення Вілегодське муніципальне утворення.

## Населення
| 2002 | 2010 | 2012 |
| ---- | ---- | ---- |
| 606  | ↘468 | ↗628 |